# تونگ لیا
تونگ لیا (چینی: 佟丽娅؛ زادهٔ ۸ اوت ۱۹۸۳) بازیگر چینی اهل سین‌کیانگ است. از فیلم‌ها یا مجموعه‌های تلویزیونی که وی در آن نقش داشته‌است می‌توان به تسخیر کوهستان ببر، شهر وحشی و کارآگاه محله چینی‌ها اشاره کرد.

## اوایل زندگی
تونگ لیا زادهٔ ولایت خودمختار ایلی قزاق، سین‌کیانگ، چین است. تونگ از مؤسسه هنر سین‌کیانگ در رشته رقص فارغ‌التحصیل شد و به خاطر عملکرد عالی‌اش، وارد گروه رقص و آواز سین‌کیانگ شد. او سپس مدرک تدریس رقص را در مؤسسه هنر سین‌کیانگ در سال ۲۰۰۰ دریافت کرد. در سال ۲۰۰۴ او در آکادمی مرکزی تئاتر ثبت نام کرد و در رشته پرفورمنس تحصیل کرد.